# Prados (Celorico da Beira)
Prados is een plaats (freguesia) in de Portugese gemeente Celorico da Beira en telt 222 inwoners (2001).